# Джудіт Лав Коен
Джудіт Лав Коен (англ. Judith Love Cohen; 1933–2016) — американська аерокосмічна інженерка. Вона працювала інженером-електриком при створені міжконтинентальної балістичної ракети Minuteman, наукової наземної станції для космічного телескопа Hubble, супутника стеження та ретрансляції даних і космічної програми Apollo. Зокрема, її робота над системою наведення Apollo Abort допомогла врятувати екіпаж Аполлон-13. Після відходу з інженерної роботи вона заснувала дитячу мультимедійну видавничу компанію, зрештою видавши понад 20 найменувань до своєї смерті в 2016 році. Вона була матір'ю комп'ютерника та інженера Ніла Сігела та актора-музиканта Джека Блека.

## Молодість і освіта
Коен народилася в єврейській родині в Брукліні (Нью-Йорк). До 19 років вона вивчала інженерну справу в коледжі та танцювала балет у балетній трупі Метрополітен Опера.
Вона отримала стипендію в Бруклінському коледжі на спеціальність математика, але зрозуміла, що віддає перевагу інженерії. Після двох років навчання у Бруклінському коледжі Коен вийшла заміж та переїхала до Каліфорнії. Працювала молодшим інженером у компанії North American Aviation, відвідуючи вечірні курси Університету Південної Каліфорнії (USC); вона була єдиною дівчиною на інженерному факультеті. У 1957 і 1962 роках вона отримала ступінь бакалавра та магістра інженерної школи Вітербі і продовжила співпрацю з університетом, працюючи членом Консультативної ради з астронавтичної інженерії.
У 1982 році вона стала випускницею інженерної програми UCLA Executive.

## Кар'єра
Інженерна кар'єра Коен почалася у 1952 році, коли вона працювала молодшим інженером у компанії North American Aviation. Після закінчення інженерної школи USC Viterbi у 1957 році вона продовжила працювати в Лабораторії космічних технологій (Laboratories Space Technology). Вона працювала в компанії до виходу на пенсію в 1990 році. Її інженерна робота включала роботу над комп'ютером наведення для ракети Minuteman і системою наведення Abort-Guidance (AGS) у місячному модулі Apollo. AGS відіграв важливу роль у безпечному поверненні «Аполлона-13» після того, як вибух кисневого балона пошкодив службовий модуль і змусив астронавтів використовувати місячний модуль як «рятувальну капсулу».
У 1990 році, після виходу на пенсію, вона заснувала видавничу компанію під назвою Cascade Pass разом зі своїм третім чоловіком Девідом Кацом. Вони видали дві серії книг:
- Серія «Ти можеш бути жінкою…» була створена, щоб заохотити дуже молодих дівчат до кар'єри в науці та інженерії.
- Серія «Зелений» спрямована на популяризацію позитивних екологічних практик, орієнтована на дітей раннього віку.

Cascade Pass продала понад 100 000 їхніх дитячих книжок із цих двох серій.
Cascade Pass також опублікував книгу під назвою «Жінки Аполлона» (написану Робін Френд, невісткою Коена), у якій представлені короткі біографії чотирьох жінок, які допомогли відправити першу людину на Місяць, Коен серед них.

## Особисте життя
На початку 1950-х років Коен вийшла заміж за колегу-інженера Бернарда Сігеля, з яким познайомилася на першому курсі інженерної школи в Бруклінському коледжі. У них було троє дітей: Ніл, Говард і Рейчел. Подружжя розлучилося в середині 1960-х років.
Коен вийшла заміж за Томаса Вільяма Блека, який прийняв іудаїзм заради неї. У 1969 році у них народився син, актор і музикант Джек Блек. У пам'ятній данині її син Ніл зазначає, що вона вирішувала проблеми зі схемами в день, коли почалися пологи, зателефонувала своєму начальнику, щоб повідомити, що вона вирішила проблему, а потім народила Джека. Пара розлучилася в 1979 році.
У 1981 році Коен вийшла заміж за Девіда А. Каца.
У 1991 році син Говард помер від СНІДу у віці 36 років
Коен померла від раку в 2016 році після 35 років шлюбу.